# قاشليجا (طوت)
قاشليجا (بالتركية: Kaşlıca)‏ هي قرية تركمانيّة تتبع إداريّاً لمديرية طوت في محافظة أديامان التركية الواقعة في جنوب شرق الأناضول. وبلغ عدد سكانها 1٫315 نسمة في عام 2021.